# كليفلاند سميث
كليفلاند سميث (بالإنجليزية: Cleveland Smith)‏ هو سياسي أمريكي، ولد في سبتمبر 1853 في مقاطعة ديلاوير في الولايات المتحدة، وتوفي في 12 يناير 1935 في موديستو في الولايات المتحدة. انتخب عضو مجلس نواب واشنطن.